# Lingua krymchak
La lingua krymchak  è una lingua turca parlata in Crimea.

## Distribuzione geografica
Secondo stime del 2007, la lingua krymchak è una lingua in via di estinzione parlata da 200 persone in Crimea.

## Classificazione
Secondo Ethnologue, la classificazione della lingua krymchak è la seguente:
- Lingue altaiche
  - Lingue turche
    - Lingue turche occidentali
      - Lingue ponto-caspiche
        - Lingua krymchak

## Sistema di scrittura
Per la scrittura vengono utilizzati l'alfabeto cirillico e l'alfabeto latino.